# Trimeresurus andalasensis
Trimeresurus andalasensis este o specie de șerpi din genul Trimeresurus, familia Viperidae, descrisă de David, Vogel, Vijayakumar și Sebastian Vidal în anul 2006. A fost clasificată de IUCN ca specie cu risc scăzut. Conform Catalogue of Life specia Trimeresurus andalasensis nu are subspecii cunoscute.